# Bolla timpanica

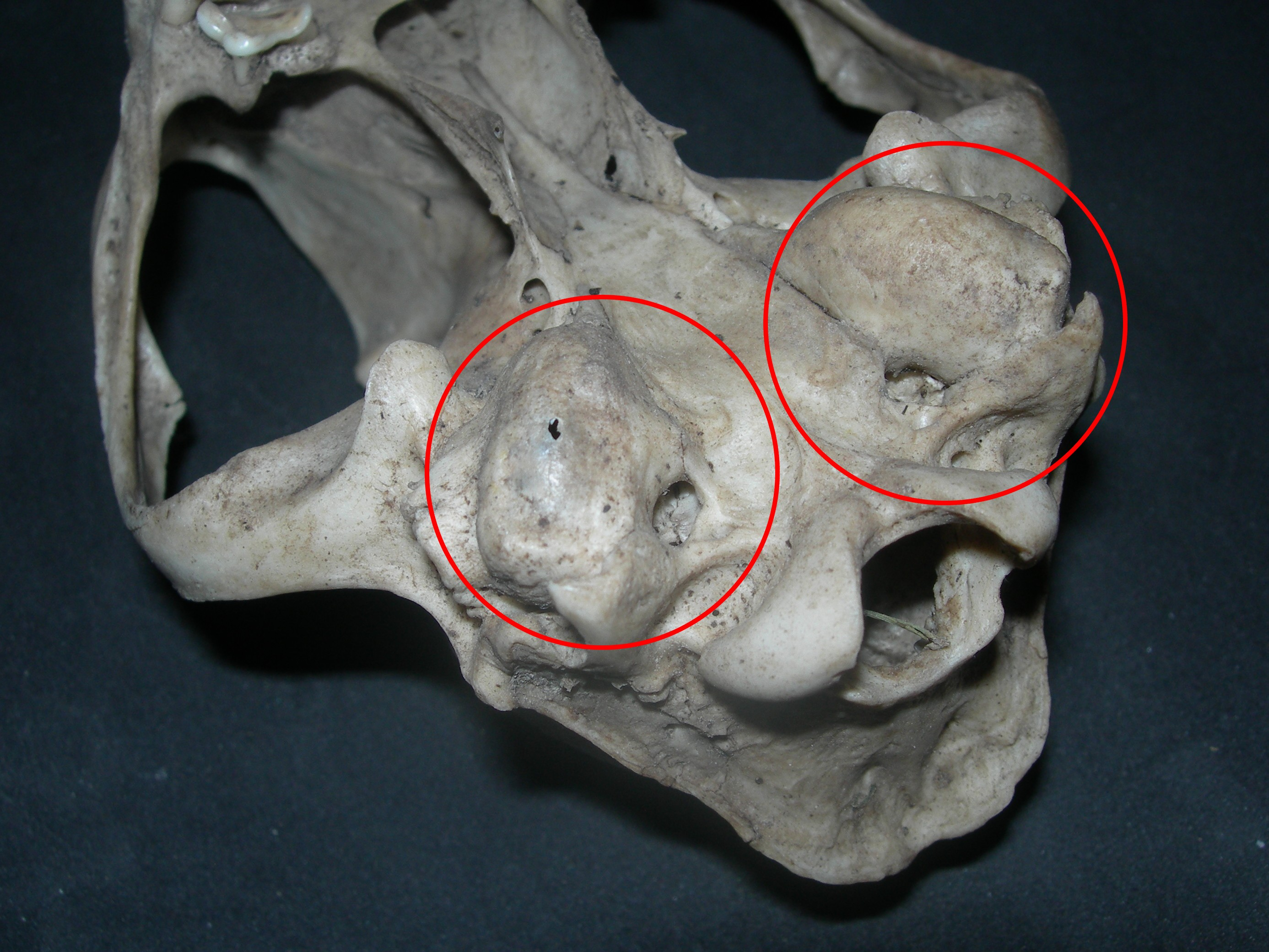
Bolle timpaniche nel cranio di una volpe rossa (Vulpes vulpes).

La bolla timpanica (o bolla uditiva) è una struttura ossea cava presente sulla superficie ventrale della parte posteriore del cranio dei mammiferi placentati, che racchiude parti dell'orecchio medio e interno. Nella maggior parte delle specie è costituita dalla parte timpanica dell'osso temporale.
Nei Primati attuali, questa struttura è presente in tarsi, lemuri e lori.